# Christiaan F. Rüter
Christiaan Frederik (Frits) Rüter (* 1. November 1938 in Haarlem; † 14. April 2025) war ein niederländischer Professor für Strafrecht und galt als Experte für die Aufarbeitung von NS-Prozessen.

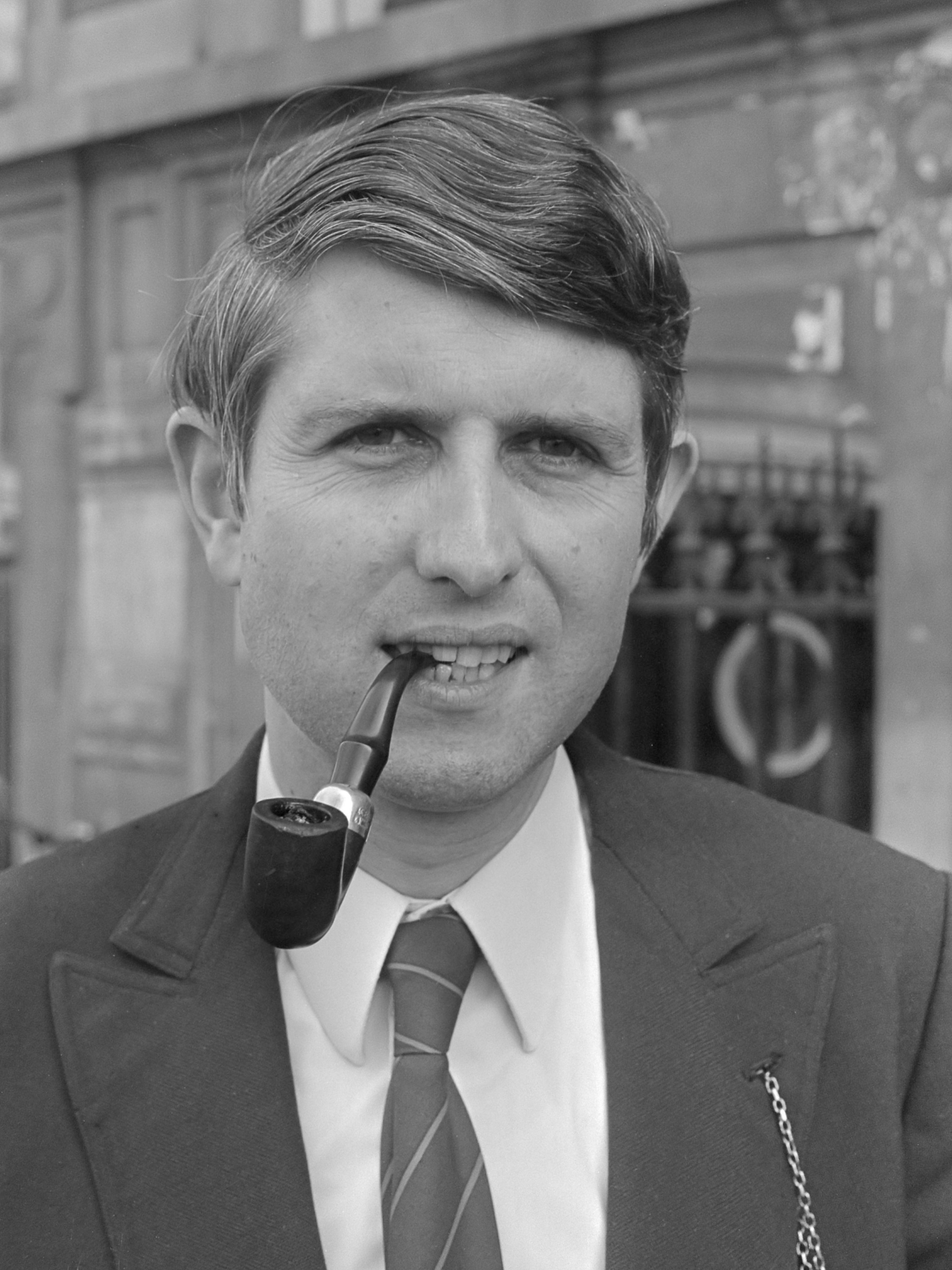
Christiaan Frederik Rüter (1976)

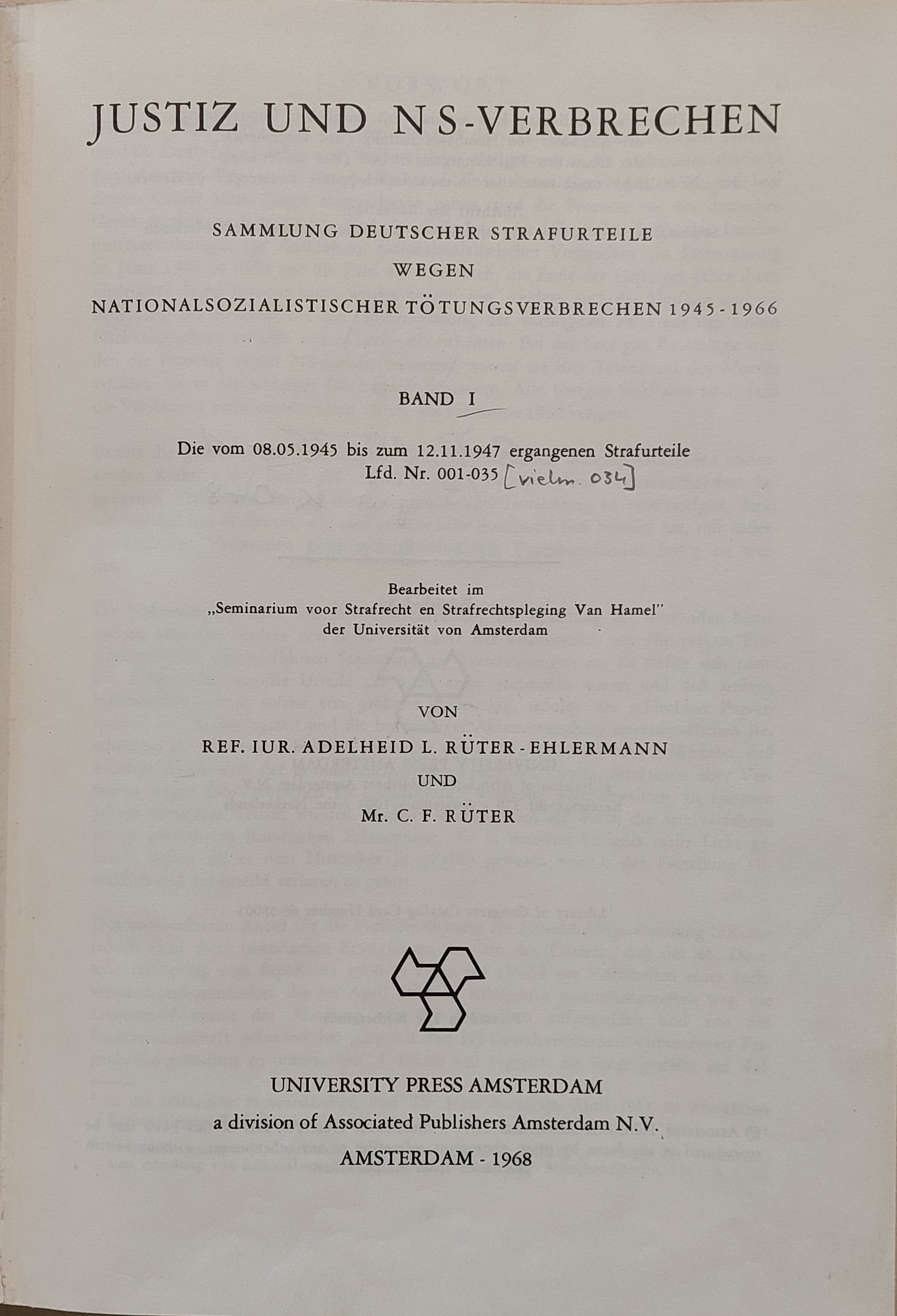
Justiz und NS-Verbrechen, Band 1, 1968

## Forschung
Frits Rüter studierte an der Universität von Amsterdam und dem Max-Planck-Institut für ausländisches und internationales Strafrecht Rechtswissenschaft. Er war stellvertretender Richter am Landgericht Amsterdam und von 1972 bis 2003 Ordinarius für Strafrecht und Strafprozessrecht an der Universität von Amsterdam. Darüber hinaus fungierte er als stellvertretender Vorsitzender des internationalen Beirats der Stiftung Topographie des Terrors in Berlin und war Mitglied des Kuratoriums der Österreichischen Forschungsstelle Nachkriegsjustiz.
Rüter war maßgeblich für das Projekt Justiz und NS-Verbrechen an der Rechtswissenschaftlichen Fakultät der Universität Amsterdam verantwortlich, das sich seit den 1960er Jahren der Ermittlung, Dokumentation und Veröffentlichung von nach 1945 durchgeführten Strafprozessen zu NS-Tötungsverbrechen in Ost- und Westdeutschland widmet. Unter Herausgeberschaft von Rüter und Dick de Mildt erschienen insgesamt 63 Bände mit rund 3.200 Urteilen aus etwa 1.900 Verfahren. Rüter entwickelte dazu ein Kategoriensystem mit verschiedenen tat-, täter- und opferbezogenen Merkmalen, das analog auch in anderen Ländern Anwendung findet. Die Österreichische Forschungsstelle Nachkriegsjustiz und das Projekt zur Erfassung der Dachauer Prozesse vor amerikanischen Militärgerichten arbeiten mit diesem System. Seit Ende 2008 ist die gesamte Urteilssammlung auch online verfügbar.

## Stellungnahme zur Anklageerhebung gegen Demjanjuk
Rüter kritisierte die Anklageerhebung gegen John Demjanjuk. Gegenüber dem SWR erklärte Rüter, ihm sei „völlig schleierhaft, wie irgend jemand, der die deutsche Rechtsprechung bis jetzt kennt, meinen kann, dass man … Demjanjuk bei dieser Beweislage verurteilen kann.“ Er bemängelte das Fehlen von Standardanalysen zu Dokumenten sowie schwere Untersuchungsfehler.

## Werke
- Christiaan F. Rüter/Dick W. de Mildt (Hrsg.): Justiz und NS-Verbrechen. Sammlung (west-)deutscher Strafurteile wegen nationalsozialistischer Tötungsverbrechen, 1945–2012. 49 Bde., Amsterdam, München 1968–2012
- Christiaan F. Rüter/Dick W. de Mildt (Hrsg.): DDR-Justiz und NS-Verbrechen. Sammlung (ost-)deutscher Strafurteile wegen nationalsozialistischer Tötungsverbrechen, 1945–1998. 14 Bde., Amsterdam, München 2002–2009

## Auszeichnungen
- Ritter des Orden vom Niederländischen Löwen
- Bundesverdienstkreuz 1. Klasse